# 張大受 (康熙進士)
張大受（1660年—1723年），字日容，號匠門。江蘇省蘇州府長洲縣人，籍屬嘉定縣，清朝政治人物、翰林、詩人、駢文家。

## 生平
自幼聰敏而氣度穩重，學問淵博，貫通經史古今；文筆熟練，能即刻寫成千字長文。十六歲時，應蘇州府試，獲知府高晫讚譽為「江左無雙」。擅長詩、古文，尤其精工駢體文，風格清新獨出。師從朱彝尊，受朱彝尊、汪琬、韓菼賞識。
康熙二十九年（1690年）庚午鄉試經魁。他中舉後名聲遠播，試卷被四處傳誦，許多大江南北人士登門請謁，張大受也勤於接見、獎掖後進，並常與訪客講論經藝。李紱此時寒微，客遊蘇州，張大受非常器重李紱，破格獎勵栽培，日後也成一代大儒。期間江蘇巡撫宋犖將張大受的詩作列入「江左十五子」之一。
康熙四十六年（1707年）康熙帝南巡，被召入御舟賦詩，得到康熙帝賞識並宣入《御選宋金元明四朝詩》纂修館，任職錄選官。
康熙四十八年（1709年）己丑科第三甲第一百八十四名同進士出身。選翰林院庶吉士。入翰林後汲引了更多門生，且有宏大抱負，曾經為文：「世運隆替在乎人材，善人君子為國家根本。一正人登於朝，則欣然喜，惟恐其用不盡；一寒士不得其所，則蹙然憂，孜孜引為己責。起諸生至通籍不為一身一家謀，而以天下氣類消長為休戚。」
康熙五十一年（1712年）四月九日散館，授翰林院檢討。
康熙五十九年（1720年）五月，以翰林院檢討充任四川鄉試正考官。十一月初一日差授提督貴州學政。到任後進行甄選人才，建設書院、購置義田，教導貴州士民以讀經、史為要務，改變了民俗風氣。獨山州民因一宗案件株累牽連了數百人，張大受察覺實情有冤枉，向大吏陳明使冤獄得開釋；州民感激張大受，畫下他的畫像而祀祝之。
雍正元年（1723年），貴州學政任期屆滿。雍正帝獲悉張大受有好名聲，九月二十三日特命再留任三年。不久後卒於任上，年六十四。

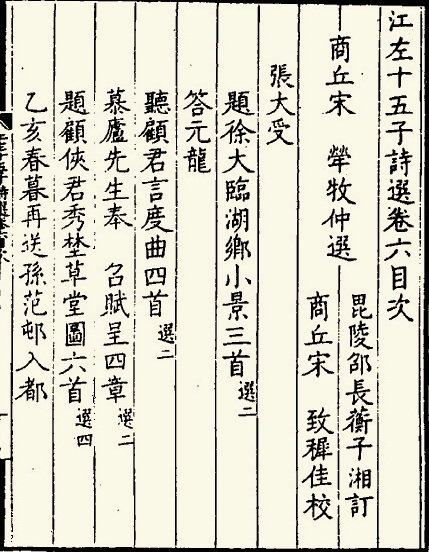
《江左十五子詩選》中張大受詩作

## 著作
- 《匠門老屋集》三十卷[2]
- 錄選《御選宋金元明四朝詩》

## 家族
父張慶孫，順治十一年舉人。另有一弟張士琦，康熙二十三年副榜，官至江西永新縣知縣。

## 师友
朱彝尊、汪琬、韓菼是張大受的老師。張大受的有一門生名李紱。友人吳應棻。